# Timeport
Timeport est une saga de science-fiction pour la jeunesse dédiée à l'uchronie, elle est composée de romans imaginés et écrits par Kevin Bokeili.

## Résumés
En 2044, le voyage dans le temps et le tourisme à travers l’Histoire connaissent un extraordinaire essor... Pour déjouer tout complot qui risquerait d’altérer le cours de l’Histoire, le THIB, l’agence fédérale chargée de la sécurité historique, fait confiance à une étonnante famille, les O’Hara Brinkstone, qui accomplit avec brio toutes les missions qui lui sont confiées.

### Timeport Chronogare 2044
D.D. Barmigton réussit à convaincre Patrick, son fils adoptif, historien et fervent opposant à la démocratisation des voyages dans le temps, à entreprendre un périlleux voyage vers l'an 2005.  Mieux encore, le chef suprême du THIB réussit à enrôler Jessy, épouse de Patrick et pilote de capsule de voyages dans le temps, pour seconder son mari dans l'enquête qu'il doit mener dans ce passé où les recherches, devant permettre à la science d'éradiquer les maladies virales quelques années plus tard, avaient disparu. 
Pour passer inaperçu, le couple embarque ses trois enfants dans ce lointain passé où, adolescente et fashion maniaque, Mary, l'aînée, voit d'un mauvais œil les habits largement passés de mode qu'elle se voit forcée de porter. John, son frère cadet, habitué à enfourcher des mobylettes volantes allant à plus de 600 km/h est tout aussi peu enthousiaste à débarquer dans ces contrées reculées où les véhicules les plus rapides atteignaient péniblement la moitié de cette vitesse. Inka, la petite dernière, quoique les antiques ordinateurs de cette année étaient moins performants qu'une machine à coudre dans son époque d'origine, s'y habitue rapidement et ne tarde pas à trouver la première piste d'une bien étrange enquête.

### Timeport Speed & Rock'n Roll
Et si Woodstock n’avait jamais eu lieu ?... et si l’année 1969 n’avait pas vu fleurir cheveux longs et chemises bariolées mais treillis militaires et nuques rasées ?... et si la mode hippie du Peace & Love avait cédé la place au Rock’n War, une musique barbare dans l’air d’un temps qui nous est étranger ?
Mais qui a bien pu supprimer le plus grand événement musical du XXe siècle des sillons de la mémoire de l’humanité ?

## Personnages
- D.D. Barmigntone, chef suprême du THIB et père adoptif de Patrick.
- Patrick, historien et fervent opposant à l'industrie du tourisme temporel.
- Jessy, timecommander (pilote de capsule de voyage dans le temps), femme moderne vivant au rythme de ses fréquents décollages vers le passé.
- Mary, victime d'un futur où, suivre la mode est une obligation pour les adolescents de son âge.
- John, digne héritier de la génétique maternelle, rêve de devenir le premier pilote de voyage vers le futur, il est tyrannisé par un père poule qui veut faire de lui un historien.
- Inka, 9 ans, est la plus célèbre des pirates informatiques de son époque, comme tous les génies elle est incomprise par les siens, à l'exception de D.D., son grand-père.

## Thèmes
- Des parents confrontés à la maladie chez leur enfant, et la folie des hommes prêts à rétablir l'horreur.
- Mal-être, drogue, et conflit des générations.